# LIV Corpo de Exército (Alemanha)
O LIV Corpo de Exército (em alemão:LIV. Armeekorps) foi um Corpo de Exército alemão que operou durante a Segunda Guerra Mundial.

## Comandantes
| Comandante                             | Data                                        |
| -------------------------------------- | ------------------------------------------- |
| General der Kavallerie Erik Hansen     | 1 de junho de 1941 - 20 de janeiro de 1943  |
| Generaloberst Carl Hilpert             | 20 de janeiro de 1943 - 1 de agosto de 1943 |
| General der Infanterie Otto Sponheimer | 1 de agosto de 1943 - 27 de janeiro de 1944 |

## Chiefs of Staff
| Oberst Hans Speth     | 1 de junho de 1941 - 24 de novembro de 1942    |
| Oberst Kurt von Einem | 10 de dezembro de 1942 - 27 de janeiro de 1944 |

## Oficiais de operações
| Major Ludwig Zöller                                                   | 1 de junho de 1941 - 19 de agosto de 1941        |
| Major Ludwig Graf von Ingelheim genannt Echter von und zu Mespelbrunn | 19 de agosto de 1941 - 15 de fevereiro de 1943   |
| Major Gottfried Herzog                                                | 15 de fevereiro de 1943 - 10 de dezembro de 1943 |
| Major Gerhard Oetken                                                  | 10 de dezembro de 1943 - 27 de janeiro de 1944   |

## Área de operações
| Frente Oriental, setor sul    | junho de 1941 - janeiro de 1944     |
| Frente Ocidental, setor norte | janeiro de 1944 - fevereiro de 1944 |